# St. Ignatius
St. Ignatius è una città degli Stati Uniti d'America situata nel Montana, nella Contea di Lake.